# RAYS (アルバム)
『RAYS』（レイズ）は、日本の男性アイドルグループ・Snow Manの4thアルバム。2024年10月30日にMENT RECORDINGからリリースされた。

## 概要
前作『i DO ME』から約1年半ぶりのアルバム。初回盤A（CD+2DVD/Blu-ray）、初回盤B（CD+DVD/Blu-ray）、通常盤（CDのみ）の3形態で発売された。シングルとしてリリース済みの「Dangerholic」、「LOVE TRIGGER」、「We'll go together」は収録されているが、通常盤18曲中13曲は新曲となる。タイトルの"RAYS"には、9人の「光線」が集まればより大きな光となり、もっと遠くまで輝き、先の未来に向かって加速していくという想いが込められている。
8月21日に実施されたYouTube生配信「夏の1日をSnow Manと一緒にちょっとだけ過ごそうぜ生配信」にて、リーダーの岩本照から本作のリリースが発表され、さらにメンバーがその場で初めて聞く言葉を10秒でプレゼンするゲームの中で、本作を引っ提げ自身初となる5大ドームツアー「Snow Man Dome Tour 2024 RAYS」を11月9日から12月27日まで行うことも発表され、この配信は63万人以上が同時視聴した。
配信終了直後にはリード曲「EMPIRE」（読み：エンパイア）のMVがプレミア公開された。モーツァルトの「交響曲 第25番 ト短調」をサンプリングした、ラップパートがふんだんに用いられたこれまでにないほどアグレッシブな楽曲で、EMPIRE＝帝国を築く、「俺たちの帝国を打ち立てよう」という決意や覚悟が歌われている。MVは「Snow World」以来4年ぶりの海外ロケ、スペイン・バルセロナにて丸3日を費やして撮影された。黒のスーツに身を包んだメンバーが街角のざわめきの中で思い思いに過ごした後、ラウールが目を上げると緊迫感のあるシンコペーションが特徴的な楽曲のイントロが始まる。サクラダ・ファミリアやバルセロナの景観を背に9人が堂々と歩いたり、広大な砂上で総勢54名（総勢62名）による迫力のダンスを披露するなど壮大な世界観が話題となり、翌8月22日には800万回再生を突破して「人気急上昇中の音楽」1位となった。そしてグループ史上最速、公開25時間で1000万回再生、公開後10日間で3000万回再生を突破し、9月4日に発表されたYouTubeチャートでも2位を記録した。監督はYUANN、振付はkEnkEnが担当している。また、Snow Man公式TikTokアカウントでは、メンバーのダンス動画や「『EMPIRE』SPEED-UP CHALLENGE」、宮舘涼太と岩本照による「おもしろ動画」などがアップされている他、9月30日にはM!LKがTikTokで「EMPIRE」のカバーダンス動画をアップしている。
「One」はテレビ朝日系IMAnimation『ブルーロック VS. U-20 JAPAN』第2期のエンディングテーマ。9月17日にアニメの第2弾PVで音源が初公開された。「夢を追う人」や「何かに夢中な人」がもつ強い意志や闘争心、エゴや進み続けることの尊さを歌う、アニメだけでなくグループの世界観ともマッチした楽曲で、メンバー1人1人が歌いつなぐスタイルのミディアムバラードとなっている。本アルバムに収録されると発表されていたが、先行して10月14日に配信リリースされた。Snow Manの楽曲がサブスクリプションサービスで解禁されるのはこの楽曲が初であり、Xでは｢#スノサブスク開始_One｣が日本のトレンド1位を記録し、SNSでも喜びの声が溢れた。同日午後9時にはSnow ManオフィシャルYouTubeチャンネルでMVがプレミア公開され、再生回数は10月20日時点で1000万回を超えた。監督は加藤ヒデジンが務めており、"0"は輪・ゼロを角度を変えて見ることで"1"＝Oneになり、その"1"が9つ重なって虹になるという、Snow Manを思わせる演出がなされている。
10月28日放送のTBS系『CDTVライブ!ライブ!』では「EMPIRE」と「One」がフルサイズでパフォーマンスされ、「#Oneパイア」がトレンド入りした。

## 特典・仕様
購入者先着特典
- 初回盤A - ホログラム缶ミラー（58mm）（RAYS ver.）
- 初回盤B - チェキ風フォトカード9枚セット（RAYS ver.）※メンバー直筆「RAYS」（プリント）入り
- 通常盤 - A4サイズステッカーシート（RAYS ver.）

仕様・封入特典
- 初回盤A - ワンピースBOX+デジパック仕様、動画A視聴シリアルナンバー封入
- 初回盤B - ワンピースBOX+デジパック仕様、動画B視聴シリアルナンバー封入
- 通常盤（初回仕様）  - スリーブ・フォトブック付、動画C視聴シリアルナンバー封入

## 収録内容
クレジット出典

### CD
※14曲目以降は通常盤のみ収録。
1. EMPIRE［3:21］
作詞：D&H、栗原暁、Henrik Nordenback / 作曲：Henrik Nordenback、Christian Fast、Didrik Thott / 編曲：Henrik Nordenback
  - 本作品のリード曲。モーツァルトの『交響曲 第25番 ト短調』をサンプリングしている[17][27]。
2. One［3:40］
作詞：JUN / 作曲・編曲：Sunny、D&H 
  - テレビ朝日系IMAnimation『ブルーロック VS. U-20 JAPAN』エンディングテーマ
3. Dangerholic［3:51］
作詞・作曲・編曲：Nobuhiro Tahara
  - 9thシングル
  - 目黒蓮主演 TBS系金曜ドラマ『トリリオンゲーム』主題歌
4. LOVE TRIGGER［3:54］
作詞：悠 / 作曲・編曲：I Don't Like Mondays.
  - 10thシングル『LOVE TRIGGER/We'll go together』の1曲目
  - 岩本照主演 テレビ朝日系オシドラサタデー『恋する警護24時』主題歌
5. We'll go together［4:30］
作詞・作曲・編曲：Nobuhiro Tahara
  - 10thシングルの2曲目
  - 渡辺翔太主演 日本テレビ シンドラ『先生さようなら』主題歌
6. リンディーララ［3:06］
作詞：鈴木まなか / 作曲：鈴木まなか、Hiroki Sagawa、小松和貴
7. endless night［3:40］
作詞・作曲：MiNE、Atsushi Shimada、川口進 / 編曲：Atsushi Shimada
8. スタートライン［4:26］
作詞：Kenichi Sakamuro、MiNE / 作曲：Kenichi Sakamuro、佐原康太 / 編曲：佐原康太
9. 君へ贈る応援歌［3:48］
作詞・作曲・編曲：川口進
10. これが愛じゃないのなら［3:43］
作詞：TATSUNE / 作曲・編曲：原一博
11. ROCK 'N' ROLL［3:32］
作詞：SHOW / 作曲・編曲：Mitsu.J
  - TBS系『それSnow Manにやらせて下さい』テーマソング
12. Wha cha cha［3:38］
作詞・作曲：草川瞬、MiNE、Atsushi Shimada / 編曲：Atsushi Shimada
13. KATANA［4:10］
作詞：KENTZ、YUKI（2D） / 作曲：Albin Nordqvist、Kenichi Sakamuro / 編曲：Kenichi Sakamuro
14. GLITCH［3:28］ - 岩本照・ラウール
作詞：柿沼雅美 / 作曲・編曲：Peter Nord
『メン・イン・ブラック』のように黒のサングラスに肩を強調したダークスーツを着た2人が複数の男性ダンサーを従えて踊る、クールでゴリゴリのダンスナンバー[43][44]。
15. Hot Flow［3:27］ - 目黒蓮・佐久間大介
作詞・作曲・編曲：kenmochi hidefumi
舞台やライブなどの際に一緒にお風呂を使うことが多いリアルな「風呂友」2人によるポップでアゲアゲなナンバー[43][45][46]。歌詞には実体験も盛り込まれている[47]。2人が実際にお風呂の中で歌い踊ったり、白いバスローブを着た2人が腰に手を当てて牛乳を飲んだりするティザー映像が公開された際には「HOT FLOWがほんとに風呂の歌だとは思ってなかったよwww」「お風呂だからFlowなの笑った」とファンからの反響が相次いだ[46][48]。
16. ナイトスケープ［3:36］ - 深澤辰哉・阿部亮平・宮舘涼太
作詞：Kaz Kuwamura / 作曲：Kaz Kuwamura、p.e.t. / 編曲：p.e.t.
都会的で洗練された大人のムードが溢れる楽曲[44]。MVは人々が寝ている時間を過ごす3人の日常的なシーンを描いた映画のような映像になっている[49]。
17. 星のうた［4:32］ -  渡辺翔太・向井康二
作詞・作曲・編曲：Nobuhiro Tahara
友情をテーマにした楽曲で、2人がハモリを響かせ合うミディアムバラード[44][49]。
18. KANPAI Year!!（Bonus Track）［3:20］
作詞・作曲：草川瞬、MiNE、Atsushi Shimada / 編曲：Atsushi Shimada

### DVD・Blu-ray

#### 初回盤A

##### Disc1
1. 「EMPIRE」 Music Video
2. 「We'll go together」 Music Video
3. 「LOVE TRIGGER」 Music Video
4. 「DA BOMB」 Music Video
5. 「Dangerholic」 Music Video
6. 「EMPIRE」マルチアングル映像
7. 「EMPIRE」Behind The Scenes

##### Disc2
※DVDのみ。Blu-rayはDisc1に収録。
1. 2023.12.31 「Snow Man Special Live 〜みんなと楽しむ大晦日！〜」Behind The Scenes
2023年の大晦日に実施された最大同時接続者数133万人超えを記録した配信のビハインド映像[50]。

#### 初回盤B
1. 「One」 Music Video
2. 「GLITCH」 Music Video - 岩本照・ラウール
3. 「Hot Flow」 Music Video - 目黒蓮・佐久間大介
4. 「ナイトスケープ」 Music Video - 深澤辰哉・阿部亮平・宮舘涼太
5. 「星のうた」 Music Video - 渡辺翔太・向井康二
6. 「One」 Behind The Scenes
7. Behind The Scenes - GLITCH - Hot Flow - ナイトスケープ - 星のうた
8. 最も光っている男は誰だ!? Snow Man男前選手権

## チャート成績
オリコンでは初日の店着日に82.4万枚を売り上げて2024年10月29日付「オリコンデイリーアルバムランキング」で1位を獲得し、今年度最高初週売上を記録した。その後、2日目に12.8万枚、3日目に5.5万を売り上げ、3日連続でデイリーランキング1位を獲得。累積売上100万7000枚となり、アルバムでは自身最速3日間でミリオンセールスを達成した。2024年11月11日付「オリコンウィークリーアルバムランキング」で前作『i DO ME』の106.1万枚を超える自己最高初週売上108.1万枚を記録し、初登場1位を獲得。1stアルバム『Snow Mania S1』から4作連続・通作4作目の1位獲得であり、前作から2作連続での初週ミリオンを達成した。また、このCD売上枚数のポイント108万577PTのみで合算アルバムでも1位となり、オリコン史上初、通算4作の累積ミリオン突破を記録した。
年末に発表された「年間ランキング 2024 作品別売上部門」のアルバムランキング(期間内売上116.2万枚）および合算アルバムランキング（期間内ポイント116.2万PT）で1位となり、2022年の『Snow Labo. S2』に続き、自身通算2度目の首位獲得となった。
Billboard JAPANでも、フラゲ日である10月28日から29日の集計で834,605枚を売り上げハーフミリオンを突破。また、その後31日までの集計で1,032,457枚を売り上げ、4作連続での初週ミリオン突破を達成した。11月4日に発表された"Top Albums Sales"では当週売上1,106,693枚となり、自己最多のアルバム初週セールスも記録した。なお、"Hot Albums"においても4作連続で総合トップとなっている。
期間内1,183,100枚を売り上げ、年間Top Albums Salesおよび年間Hot Albumsで2022年発売の『Snow Labo. S2』以来2年ぶりに首位を獲得した。